# دره کافتی

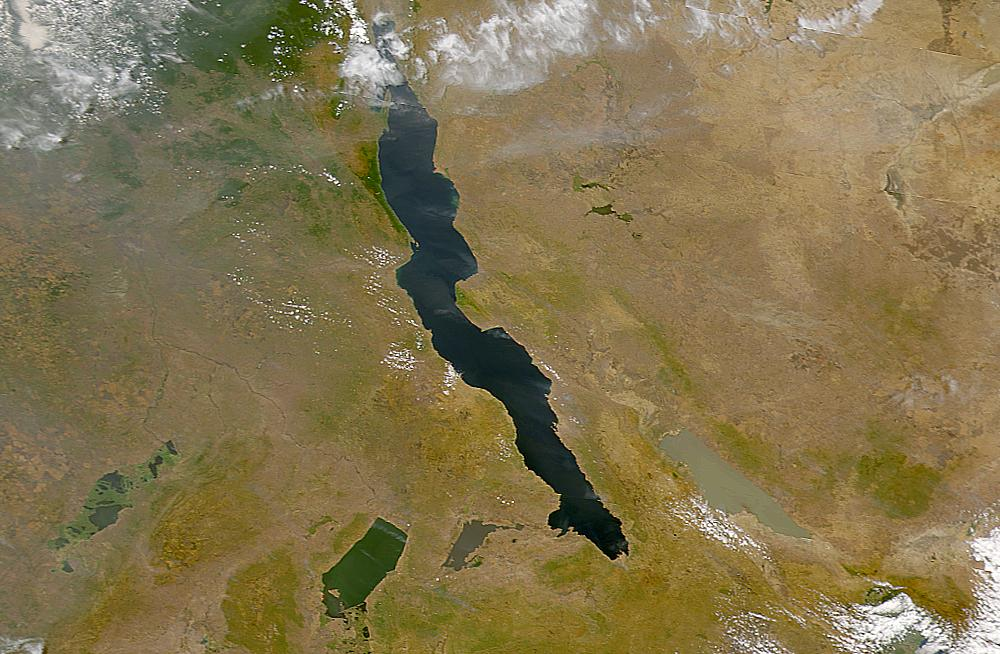
کافت شرق آفریقا از چپ به راست: دریاچه اوپمبا، دریاچه مورو، دریاچه تانگانیکا (بزرگ‌ترین دریاچه) و دریاچه روکوا.

دره کافتی (انگلیسی: Rift valley) به فرورفتگی طولی و خطی‌شکلی گفته می‌شود که در میان چندین سرزمین مرتفع یا رشته‌کوه قرار گرفته و بر اثر کافت یا گسل پدید آمده است. دره‌های کافتی در مرز واگرای صفحه‌های زمین‌ساختی، کشش پوسته‌ای و بخش‌های واگرای پوسته زمین شکل گرفته و متعاقباً بر اثر عملکرد نیروهای فرسایش ژرف‌تر می‌شوند. زمانی که قدرت نیروهای کششی برای شکستن صفحات پوسته به اندازه کافی برسد، بخش میانی این قطعات در دو طرف آن فرو رفته و یک فروزمین را پدید می‌آورد. فرورفتن بخش میانی باعث تشکیل دیواره پرشیب تقریباً موازی در دره کافتی می‌شود. این وضعیت آغازین تشکیل دره کافتی است ولی با ادامه این فرایند، دره پهن‌تر شده و به حوضه‌ای تبدیل می‌شود که رسوبات دیواره کافت و نواحی پیرامونی در آن انباشته می‌شود. یکی از بهترین نمونه‌های شناخته‌شده این فرایند کافت شرق آفریقا است. دره‌های کافتی زمین ممکن است در هر ارتفاعی از سطح دریا تا فلات‌ها و رشته‌کوه‌ها در پوسته قاره‌ای یا پوسته اقیانوسی تشکیل شوند